# Al-Khisas
Cet article possède un paronyme, voir Khisa.

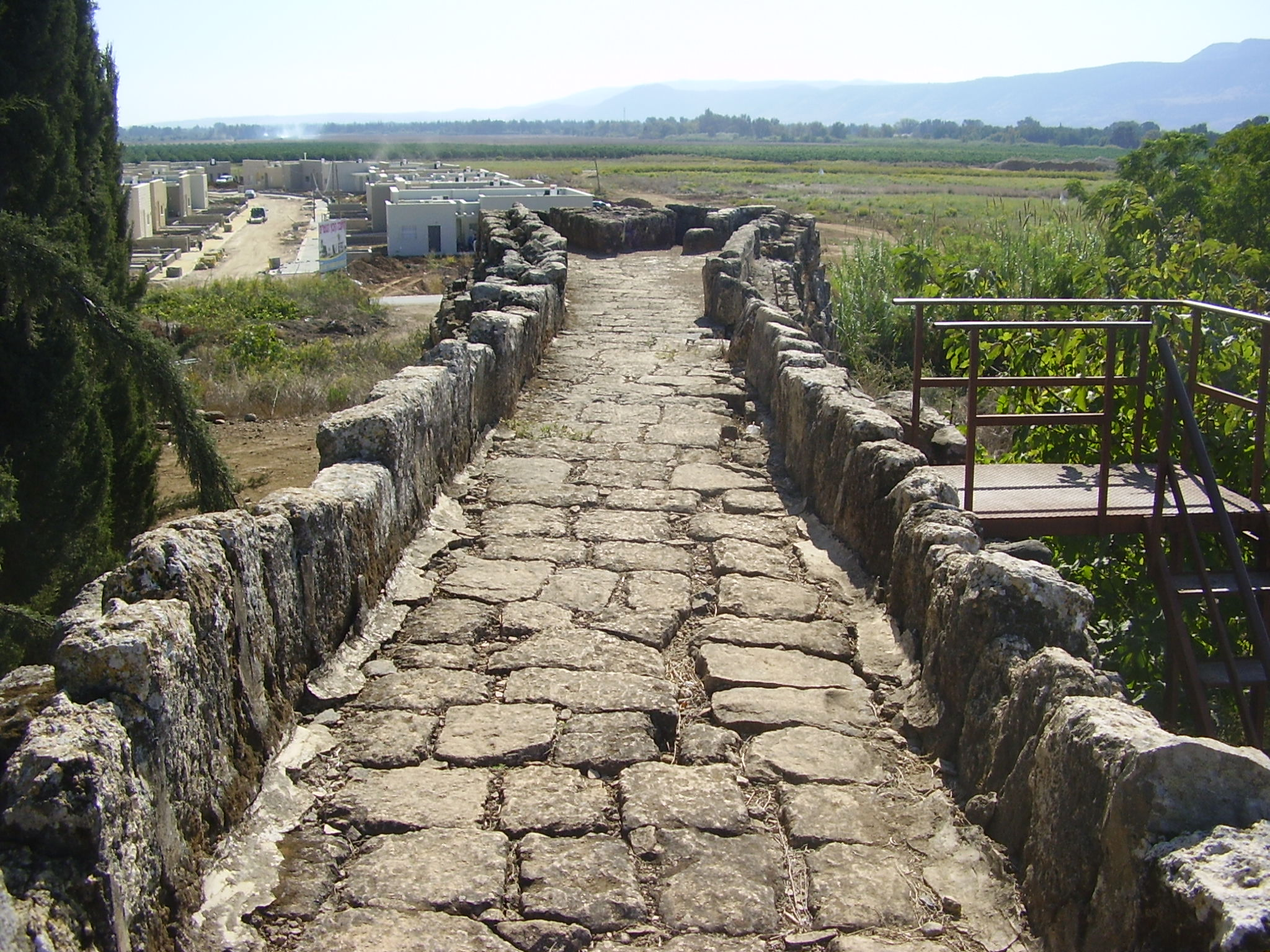
Barrage de pierre lié au moulin d’al-Khisas.

Al-Khisas (الخصاص), aussi appelé Khisas ou Khissas, est un village palestinien du sous-district de Safed, à l’époque du mandat britannique. Pendant la guerre de 1948, le village est attaqué par le Palmach dans un raid de représailles ; 10 à 15 habitants sont massacrés. Les habitants sont ensuite expulsés et le village détruit par l’armée israélienne, une partie de la Nakba. Aujourd’hui le kibboutz de HaGoshrim est installé sur les terres de Khisas.

## Géographie
Le village était situé à 31 km au nord-est de Safed sur une terrasse naturelle de 100 m de large formée par le recul du lac Houla ou lac Séméchonite. À l’ouest du village se trouve l’oued al-Hasibani où coule la Hasbani,.
Deux routes secondaires le reliait à un village voisin pour l’une et à Tibériade et Safed pour l’autre.
En 1945, la population du village était de 530 habitants, dont 470 musulmans et 60 juifs.

## Histoire
Selon le géographe arabe Yaqout al-Rumi, al-Khisas relevait de la juridiction de Banias en Syrie.

### Période ottomane
Près du village se trouve le sanctuaire d’un sage local, al-Shaykh 'Ali ; des tombes en pierre taillée ont aussi été retrouvées.
Sous l’empire ottoman, al-Khisas est administré au sein d’un sandjak du vilayet de Damas, puis transféré à l’eyalet de Sidon (devenu ensuite le vilayet de Beyrouth).

### Mandat britannique

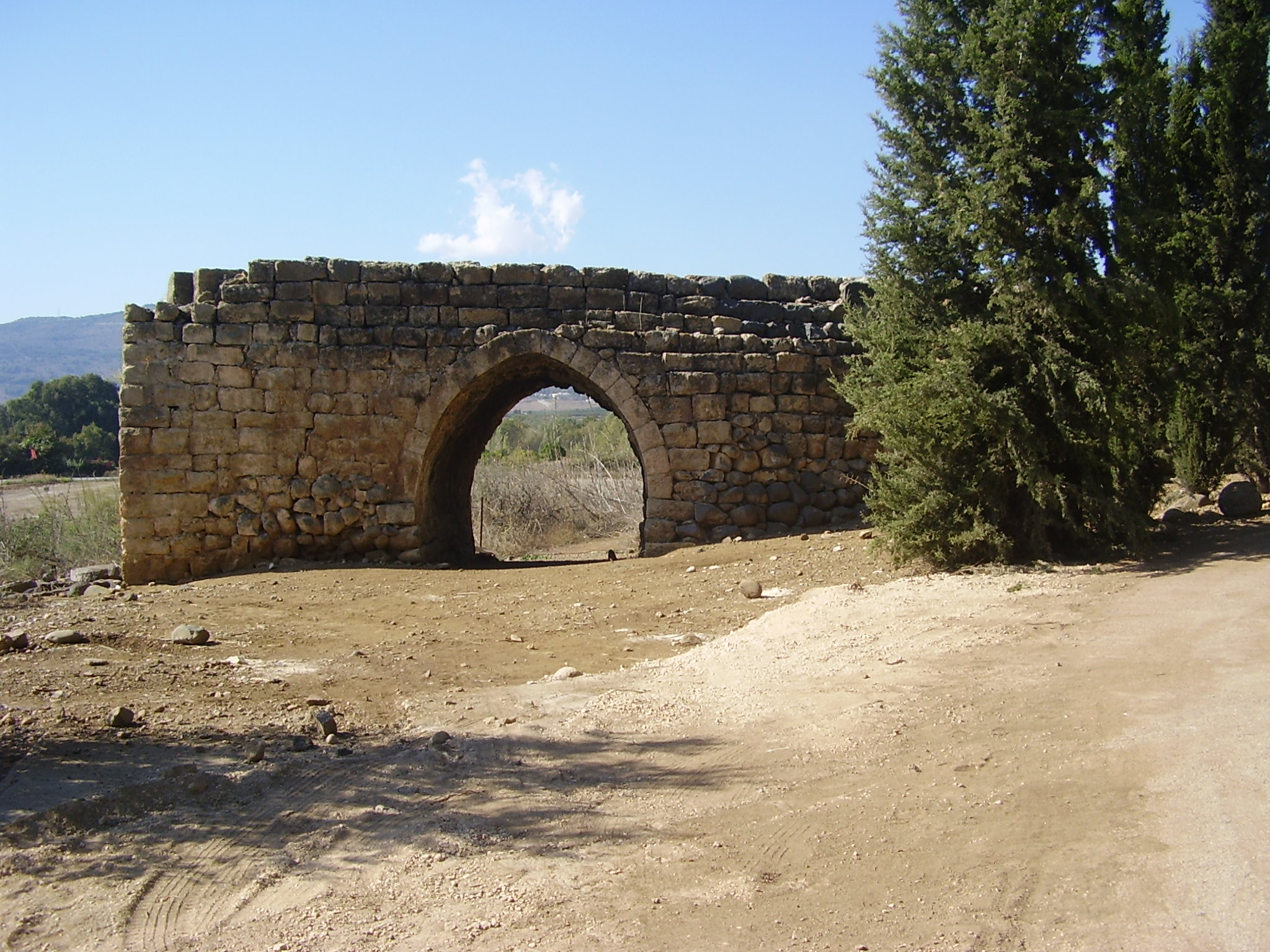
Restes d’un moulin à eau.

En 1917, al-Khisas se trouve au nord de la ligne Sykes-Picot, une ligne droite entre le milieu du lac de Tibériade et Nahariya, dans la zone devant être relever de la sphère d’influence française. La frontière syro-palestinienne et libano-palestinienne est issue des accords franco-britanniques de partition de l'Empire ottoman,. Les troupes britanniques ont repoussé les troupes turques jusqu’à Hazor en 1918 et souhaitaient obtenir toutes les sources du Jourdain. À cause de l’incapacité des Français à installer un contrôle administratif, la frontière entre la Syrie et la Palestine était devenue « perméable ». La frontière est finalement fixée par un accord entre la France et le Royaume-Uni en 1923 en même temps que le traité de Lausanne, après que le Royaume-Uni ait obtenu un mandat de la Société des Nations en 1922 ; al-Khisas tombe alors sous la juridiction Britannique.[source secondaire nécessaire]
Au recensement de 1931, le village avait une population de 386 habitants, tous musulmans, pour 73 maisons.
Répartition des terres par culture, en dunams in the village, en 1945,:
Parmi la population, il se trouvait une centaine d’Arabes chrétiens.
| Usage                       | Arabes | Juifs |
| --------------------------- | ------ | ----- |
| Terres irriguées et vergers | 1 438  | 2 728 |
| Céréales                    | 0      | 0     |
| Cultivable                  | 1 438  | 2 728 |
| Constructions               | 30     | 10    |
| Non-cultivable              | 12     | 0     |

Les vergers comportaient des arbres fruitiers le long de la Hasbani, et des oliviers.
Propriété des terres en dunams :
| Propriété | Dunams |
| --------- | ------ |
| Arabe     | 1 480  |
| Juive     | 2 738  |
| Publique  | 577    |
| Total     | 4 795  |

### Guerre de 1948 et suites
Al-Khisas a été sélectionné, avec Al-Na'ima et Jahula, par le Palmach comme cible pour une opération de la Haganah qui fut annulée. Des tracts ont été distribués dans les villages de la frontière de la Palestine, engageant la population à ne pas participer aux combats :
« Si la guerre vient jusqu’à votre village, les habitants seront expulsés, avec femmes et enfants. Ceux d’entre vous qui ne veulent pas subir un tel sort, je leur dit : dans cette guerre on tuera sans merci, sans compassion. Si vous ne participez pas à cette guerre, vous ne devrez pas quittez vos maisons et vos villages, »

#### Massacre d’Al-Khisas

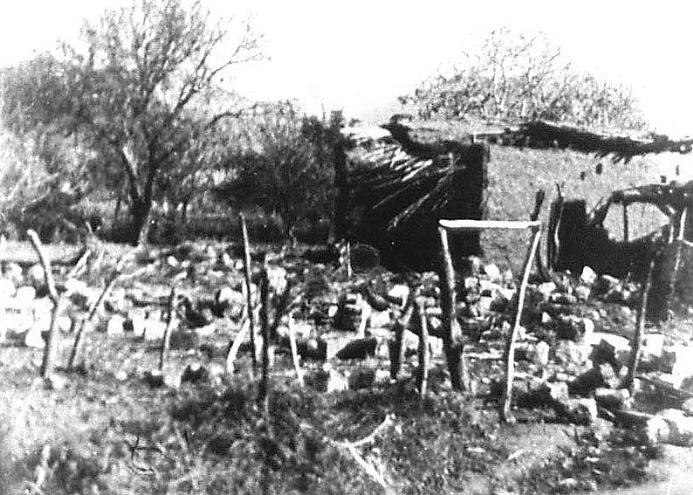
Maison détruite par le raid du Palmach.

Mais Yigal Allon souhaitait tester au moins une fois un assaut sur un village, et choisit al-Khisas.
La nuit du 18 au 19 décembre 1947, le Palmach conduit un assaut sur le village, avec pour ordres de « tabasser les adultes mâles » et de « tuer les adultes mâles au palais de l’émir Emir Faur (en) », dont la Haganah pensait qu’il servait de cachette à un homme responsable du meurtre d’un habitant du kibboutz de Ma'ayan Baruch (en), lui-même en vengeance du meurtre d’un Palestinien quelques jours plus tôt. Ilan Pappé, lui, estime que le choix de la maison s’est fait au hasard. Quoiqu’il en soit, le Palmach, commandé par Moshe Kelman, futur responsable des massacres d'Ayn al-Zaytoun, de Sasa et de Lydda-Ramle, fait irruption dans le village, ses soldats faisant feu de leurs armes ; ils font aussi exploser la maison de Faur et la maison voisine, tuant de 10 à 15 de leurs occupants dans leur sommeil, dont des femmes et des enfants,. Le New York Times publie un bilan de 10 morts (5 hommes, une femme, 4 enfants) et un rapport du Palmach, 12 morts. Après cette attaque, une grande partie des habitants d’al-Khisas ont pris la fuite, devenant une partie de l’exode palestinien de 1948. Dans un premier temps, la Haganah dément que des enfants sont morts dans l’attaque ; elle affirme aussi que la maison servait de base aux armées syrienne et libanaise.
Certains leaders juifs locaux et experts des Affaires arabes ont essayé d’empêcher l’attaque, mais ont été ignorés par Yigal Allon. Le Département politique de l’agence juive a critiqué l’attaque, et Yosef Sapir, du comité de Défense, appella au châtiment pour les responsables, mais aucune mesure n’est prise. David Ben Gourion publia un démenti, niant l’autorisation du raid et exprimant des excuses ; dans un autre discours, il inclut l’opération d’al-Khisas dans une liste de succès. Le Yishouv tint une réunion les 1er et 2 janvier pour discuter de la politique de représailles, et qui formula une ligne de conduite pour la conduite des raids de représailles. Néanmoins, le point de vue du comité était que « l’usage de la force, même s’il est parfois excessif, est bénéfique à long terme ».

#### Dépeuplement et destruction
Une première vague d’habitants quittent al-Khisas après l’attaque du 18 décembre. Environ 50 à 55 villageois restèrent dans leurs maisons et maintinrent de bonnes relations avec leurs voisins ; ils furent expulsés dans la nuit du 5 au 6 juin 1949 (voir Expulsions de Palestiniens de 1949 à 1956 (en),. Les derniers habitants furent forcés (avec force coups, mauvais traitements et jurons) de monter dans des camions et transportés au village d’'Akbara, au sud de Safed où ils sont « jetés sur une colline [...] affamés et assoiffés. » avec les habitants des villages expulsés de Qaddita et al-Ja'una. Ces expulsés restèrent à 'Akbara 18 ans jusqu’à ce qu’ils soient autorisés à s’installer à Wadi Hamam.
Aujourd’hui il ne subsiste que quelques pierres du village, les restes d’un vieux bâtiment et un barrage en pierre. La plus grande partie des terres du village sont utilisées comme pâturages ou plantées de bois ; en 1998, le nombre de descendants des villageois expulsés est estimé à 3348.

#### Colonisation

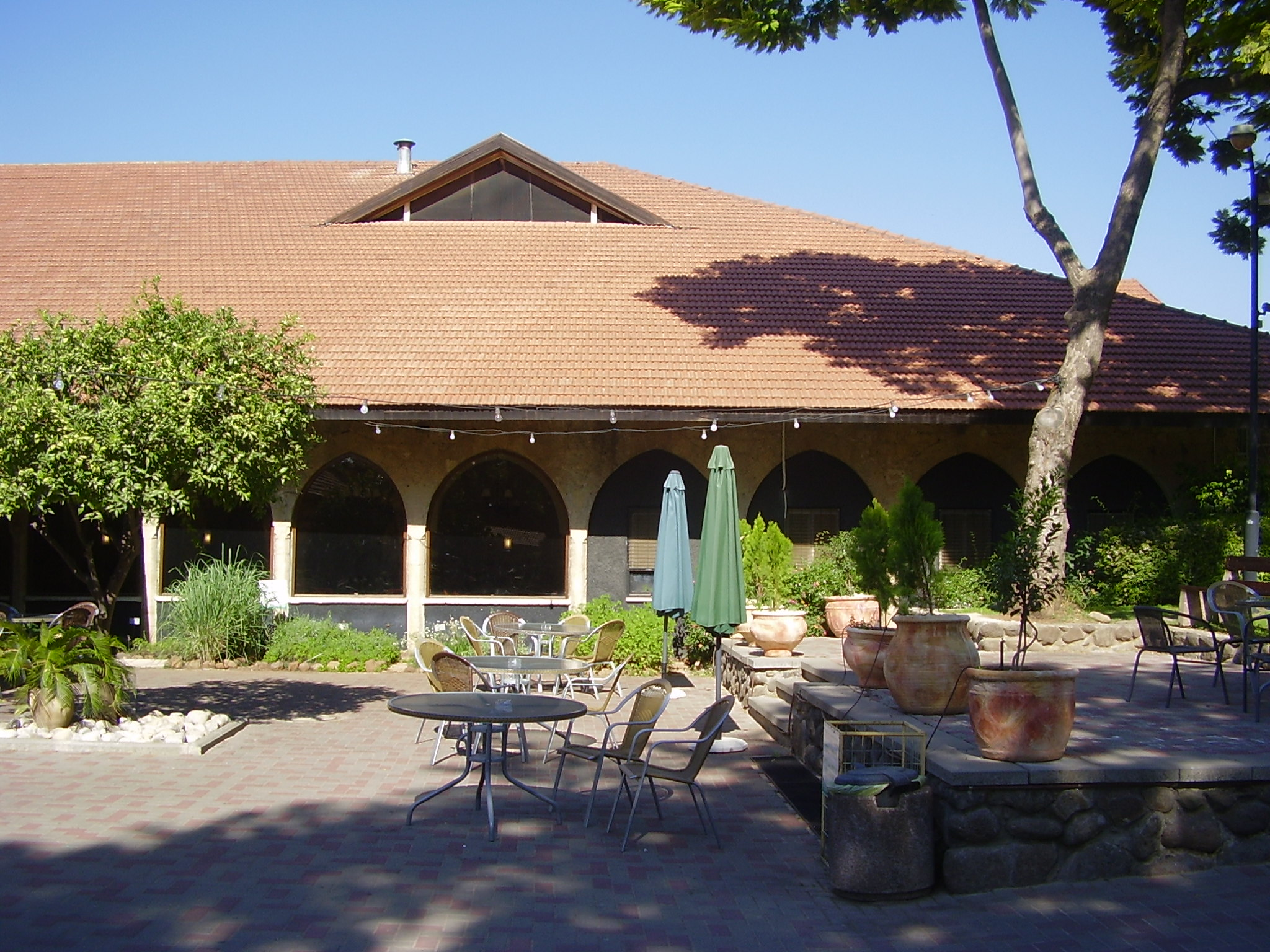
Ancien manoir de l’émir Faour d’al-Khisas, actuellement un hôtel du kibboutz HaGoshrim.

Le 26 septembre 1948, le kibboutz HaGoshrim s’installe à quelques centaines de mètres au sud du village,. Le kibboutz utilisa le manoir de l’émir Faour comme hôtel.